# Диметилкарбонат
Диметилкарбонат — органическое вещество, сложный эфир угольной кислоты и метанола. В органическом синтезе используется преимущественно как электрофильный реагент для введения метоксикарбонильной группы в соединения.

## Получение
Диметилкарбонат получают из фосгена и метанола. Современный способ получения заключается в оксикарбонилировании: монооксид углерода вводят в реакцию с метанолом в присутствии кислорода. Продажный диметилкарбонат можно очистить перегонкой над гидридом кальция.

## Строение и физические свойства
Диметилкарбонат представляет собой бесцветную жидкость. Он смешивается со спиртами, сложными эфирами, простыми эфирами. Растворимость в воде составляет 13,9 г на 100 г воды при 20 °С. Диметилкарбонат является весьма горючим и может вызывать раздражение глаз, кожи и дыхательных путей.

## Химические свойства
Диметилкарбонат применяется в органическом синтезе как электрофильный реагент для введения метоксикарбонильной группы. Енолят-ионы, с которыми он реагирует, принято генерировать добавлением к соединениям с подвижным протоном таких оснований, как гидрид натрия (иногда в смеси с гидридом калия), алкоголяты, диизопропиламид лития. Последнее из перечисленных оснований является особенно подходящим, поскольку оно превращает субстрат в енолят-ион нацело и исчезает вероятность протекания реакции енолят-иона с оставшимся субстратом.
Так, кетоны можно превратить в β-кетоэфиры, а затем — при повторном метоксикарбонилировании — в малонаты. Также подобной реакции подвергаются арил- и алкилцианиды, нитросоединения и изонитрилы. Метоксикарбонилировать можно и карбоновые кислоты: в этом случае образуются моноэфиры малоновых кислот, а использовать необходимо два эквивалента основания. Диметилкарбонат вступает во взаимодействие с реактивами Гриньяра, образуя сложные эфиры. 
Также в реакцию метоксикарбонилирования с участием диметилкарбоната вступают анионы, полученные прямым металлированием ароматических соединений. Амины и гидразины вступают в реакцию с диметилкарбонатом, давая соответствующие карбаматы и карбазаты.